# Velká Chyška
Velká Chyška – miejscowość i gmina (obec) w Czechach, w kraju Wysoczyna, w powiecie Pelhřimov. W 2022 roku liczyła 270 mieszkańców.